# Rodolfo Livingston
Rodolfo Livingston  (Buenos Aires, 22 de agosto de 1931-Mar de las Pampas, 6 de enero de 2023) fue un arquitecto argentino que se caracterizó por sus fuertes críticas en materia de urbanismo, arquitectura y bienestar social en general. 
Dentro de su obra adquieren importancia las reformas y viviendas nuevas.
Fue profesor en varias universidades y dictó seminarios de posgrado, ligando siempre la arquitectura con la vida urbana, eje principal de su pensamiento. Creó la especialidad «Arquitectos de Familia», un sistema de diseño participativo que ha recibido dos premios internacionales («Best Practices», Estambul 1996 y «World Habitat Awards», Bruselas 2002).
Durante la década de 1990 supervisó la aplicación del programa Arquitectos de la Comunidad en Cuba.
Fue autor de diez libros, con 38 reediciones.

## Obras de arquitectura
- Viviendas nuevas. Reformas de viviendas y empresas. Más de 3000 clientes atendidos en Argentina.
- Instituto de Astronomía y Física del Espacio. Edificio Público, en la Ciudad Universitaria de Buenos Aires. Obra nueva (1981)
- En Cuba: Barrio de 124 viviendas y centro comunal. Viviendas para médicos y enfermeras residentes. Círculo infantil. (Baracoa, 1961-1962)

## Publicaciones
Livingston realizó más de 500 artículos y reportajes en revistas especializadas y en publicaciones de interés general. Fue columnista semanal en «Juventud Rebelde» (Cuba) durante los años 2002 y 2003.

## Reconocimientos
En 2017 Rodolfo Livingston recibió la distinción de personalidad destacada de la cultura y la educación de la Ciudad Autónoma de Buenos Aires.

## Libros
- Arquitectura y autoritarismo (1ª edición). De la Flor. 1991. ISBN 978-950-515-359-6. (3 ediciones)
- Memorias de un funcionario (1ª edición). De La Urraca. 1991. ISBN 978-950-9265-10-3. (6 ediciones)
- Cuba existe (1ª edición). Tiempo de Ideas. 1992. ISBN 978-987-99229-2-7. (7 ediciones)
- Polémicas (1ª edición). De La Urraca. 1994. ISBN 978-950-9265-52-3.
- El Método (1ª edición). De La Urraca. 1995. ISBN 978-950-9265-68-4.
- Cuba rebelde, el sueño continúa (1ª edición). Kliczkowski Publisher. 1999. ISBN 978-987-97781-0-4. (2 ediciones)
- Cirugía de casas (1ª ed. 1ª reimp. edición). CP 67. 2002. ISBN 978-950-9575-30-1. 1ª edición: 06/1990
- Anatomía del sapo y otros asuntos (1ª edición). Astralib Cooperativa Editora. 2002. ISBN 978-987-20526-0-7.
- Licencia para opinar (1ª edición). Astralib Cooperativa Editora. 2003. ISBN 978-987-21028-3-8.
- Arquitectos de familia (1ª edición). Nobuko. 2006. ISBN 978-987-584-054-6. (edición aumentada y corregida de “El Método”,1995)
- Chaco esculpe una ciudad (1ª edición). Polo Rossi. 2008. ISBN 978-987-23242-3-0. En coautoría con Fabriciano Gómez
- Casas de barrio (1ª edición). Nobuko. 2011. ISBN 978-987-584-353-0. En coautoría con Nidia Marinaro
- Cirugía de Casas. Nobuko. 2012. ISBN 978-987-584-593-0. (14 ediciones)